# بنفشة درق (بالغلو)
بنفشة درق (بالفارسية: بنفشه‌درق) هي منطقة سكنية تقع في إيران في قسم بالغلو الريفي. يقدر عدد سكانها بـ 339 نسمة .